# Elton Martins
Elton Martins Da Cruz (Minas Gerais, 4 de noviembre de 1988) es un futbolista brasileño. Juega como extremo y su actual equipo es el Rio Claro Futebol Clube de la Serie C.

## Trayectoria

### Inicios
Elton jugó en las categorías inferiores de América (MG) y Atlético Mineiro antes de unirse a Corinthians en 2007. Mientras que con el Corinthians, pasaba la mayor parte del tiempo en calidad de préstamo. 

### Profute y Teleoptik
Fue cedido al Profute, antes de partir hacia el extranjero, a Serbia, fue cedido el 5 de febrero de 2009, a FK Teleoptik donde hizo 8 participaciones y marcó 2 goles durante el segundo semestre del 2008 a 2009 de la Primera División de Serbia.

### Taubate
Después de jugar en el segundo nivel de Serbia, regresó a Brasil, sin embargo iba a ser prestado de nuevo, esta vez en Taubaté, donde jugaría en la Serie B del Campeonato Paulista hasta el final de 2009.

### España
En 2010 dejó el Corinthians y se trasladó a España, donde después de jugar una temporada con el Antequera CF y otro con CD Puertollano, se unió en el verano de 2012 el RCD Espanyol B. 

### Independiente Medelllin
El 26 de junio de 2014, el Independiente Medellín de Colombia, lo anuncia como su séptimo refuerzo para la Liga Postobon II.
Además, marcó el gol en el Estadio Hernan Ramírez Villegas frente al equipo de Águilas Doradas, que le dio la clasificación al Equipo del pueblo para pelear su sexta estrella.

### Patriotas
Para el 2015 llega al club Patriotas FC con mira a la Temporada 2015 del fútbol colombiano.

### Vuelta a España
En agosto de 2015 ficha por el AD Mérida de la Segunda División B de España.

## Clubes
| Club                   | País     | Año         |
| ---------------------- | -------- | ----------- |
| Corinthians            | Brasil   | 2007        |
| Profute Futebol Clube  | Brasil   | 2008        |
| FK Teleoptik           | Serbia   | 2009        |
| Esporte Clube Taubaté  | Brasil   | 2009        |
| Antequera CF           | España   | 2010 - 2011 |
| CD Puertollano         | España   | 2011 - 2012 |
| RCD Espanyol B         | España   | 2012 - 2013 |
| Independiente Medellín | Colombia | 2014        |
| Boyacá Patriotas       | Colombia | 2015        |
| AD Mérida              | España   | 2015 - 2016 |